# Etelä-Saimaa
Etelä-Saimaa är en finländsk sjudagarstidning som utkommer i Villmanstrand.
Etelä-Saimaa uppstod 1899 (nuvarande namn sedan 1915) genom sammanslagning av två äldre tidningar, Lappeenrannan Uutiset (grundad 1885) och Itä-Suomen Sanomat (grundad 1894). Den ursprungligen ungfinska tidningen blev 1919 organ för Framstegspartiet och övertogs 1940 av Agrarförbundet. Etelä-Saimaa förvärvades 1992 av den nybildade Kymen Lehtimedia-koncernen, som ägs av Sanoma Abp. Upplagan var 2009 omkring 31 230 exemplar.